# Кути (Билеча)
Кути (серб. Кути / Kuti) — село в общине Билеча Республики Сербской Боснии и Герцеговины. Население составляет 23 человека по переписи 2013 года.